# Agneau
Pour les articles homonymes, voir Agneau (homonymie).
Pour l’article ayant un titre homophone, voir Agniau.
Cet article possède un paronyme, voir Anio.

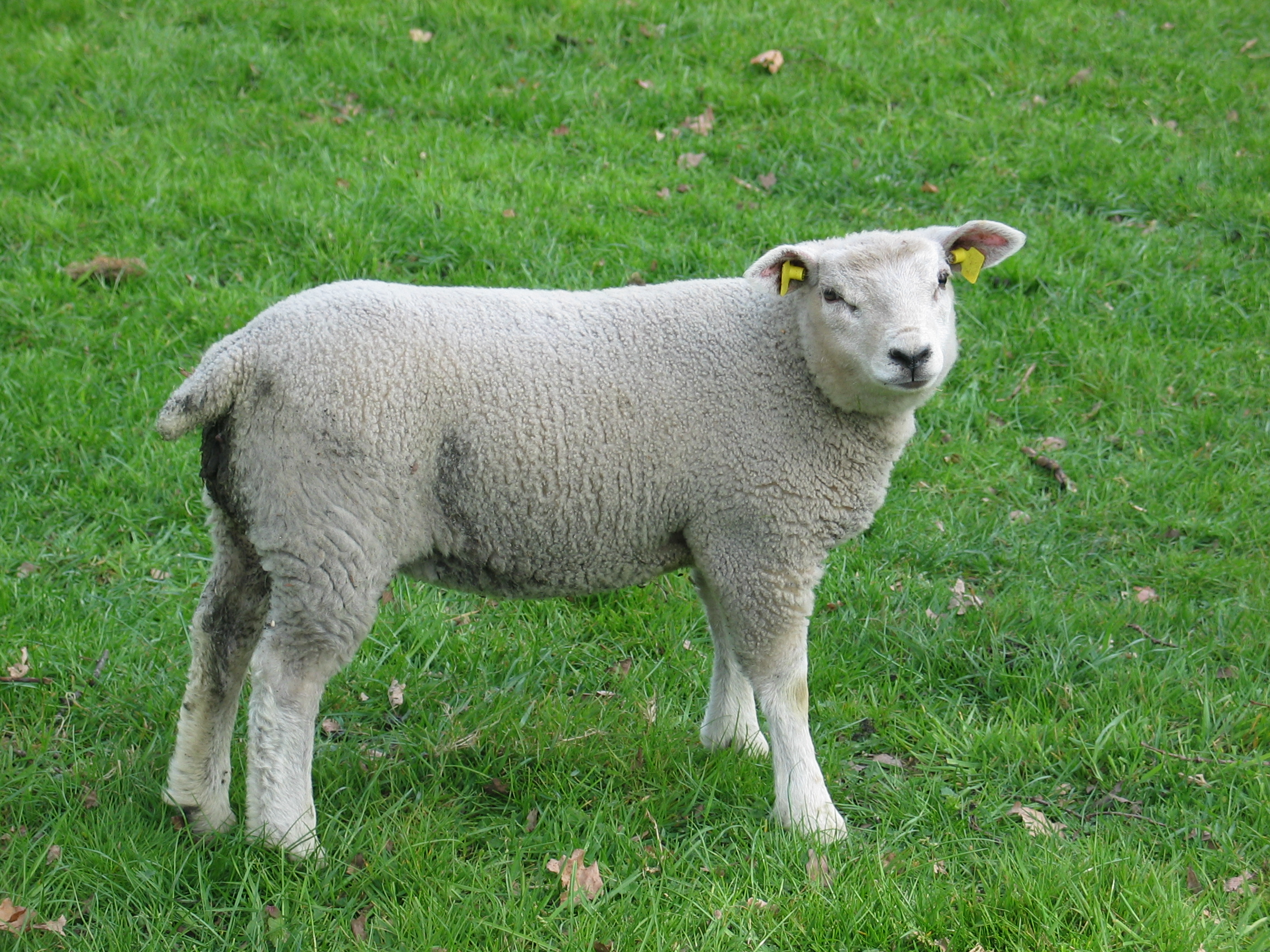
Agneau

L'agneau, autrefois agnel, est le jeune mouton mâle âgé de moins d'un an, ; la femelle est appelée l'agnelle. Petit de la brebis et du bélier, qui sont couramment appelés moutons. Celui-ci est l'un des premiers animaux à avoir été domestiqués par l'humain.
Il naît après une période de gestation d'environ cinq mois, la mise bas, ou agnelage,, pouvant durer d'une à trois heures. La brebis donne généralement naissance à un ou deux petits par portée.
Le jeune mouton, lorsqu'il est un peu plus âgé, prend alors le nom d'antenais (/e)

## Élevage
L'agneau est principalement élevé pour sa viande, mais également pour sa peau et son poil.  

### Histoire
Les premières traces d’élevage d’agneaux sont attestées au Moyen-Orient et remontent à plus de 12 000 ans. En 1667, Jean Baptiste Denis, un médecin français très réputé à l’époque, médecin personnel de Louis XIV, est le premier à injecter le sang d’un animal à un homme. Il injecte le sang d’un jeune agneau à un homme atteint de typhus (gastro-entérite mortelle à cette époque). L’homme meurt, peu après ce qui s’avère être la première transfusion sanguine. La même année, Denis et son confrère Emmeretz effectuaient la première transfusion d’homme à homme en reliant l’artère d’un des sujets à la veine de l’autre.

### Utilisation bouchère
Dans le cas des races bouchères, l'agneau doit avoir une bonne conformation. On distingue l'agneau de lait (non sevré) de l'agneau blanc (25 kilos) et de l'agneau broutard (35 kilos).
L'agneau de pré-salé est un agneau broutard qu'on laisse paître en semi-liberté dans les prés-salés de la baie de Somme et la baie du Mont-Saint-Michel, et dont la viande est la seule en Europe à disposer d'une AOP.
Plusieurs régions bénéficient également du label IGP. On peut citer l'agneau de l’Aveyron, l'agneau de Lozère, de Pauillac, de Sisteron, du Bourbonnais, du Limousin, du Périgord, du Poitou-Charentes, ou encore l'agneau du Quercy et l'agneau des Pyrénées.

#### Viande d'agneau
L'agneau désigne également la viande très tendre de l’agneau. On distingue l’agneau de lait ou agnelet non sevré (10 kg) ; le laiton, appelé aussi agneau blanc (25 kg) en raison de la pâleur de la viande ; le broutard (35 kg), qui est un agneau à chair rosée, qui a connu les pâturages ; et enfin l’agneau de pré-salé, ou estran, qui est un broutard dont la viande a une saveur particulière et une chair plus foncée.

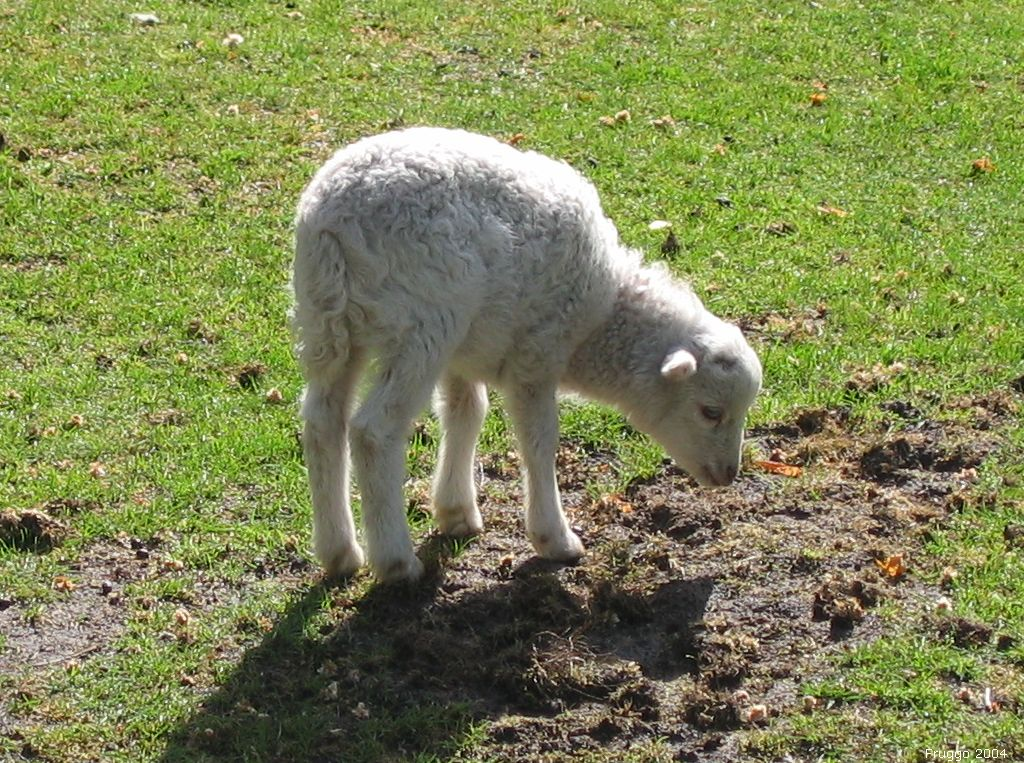
Un agneau non sevré
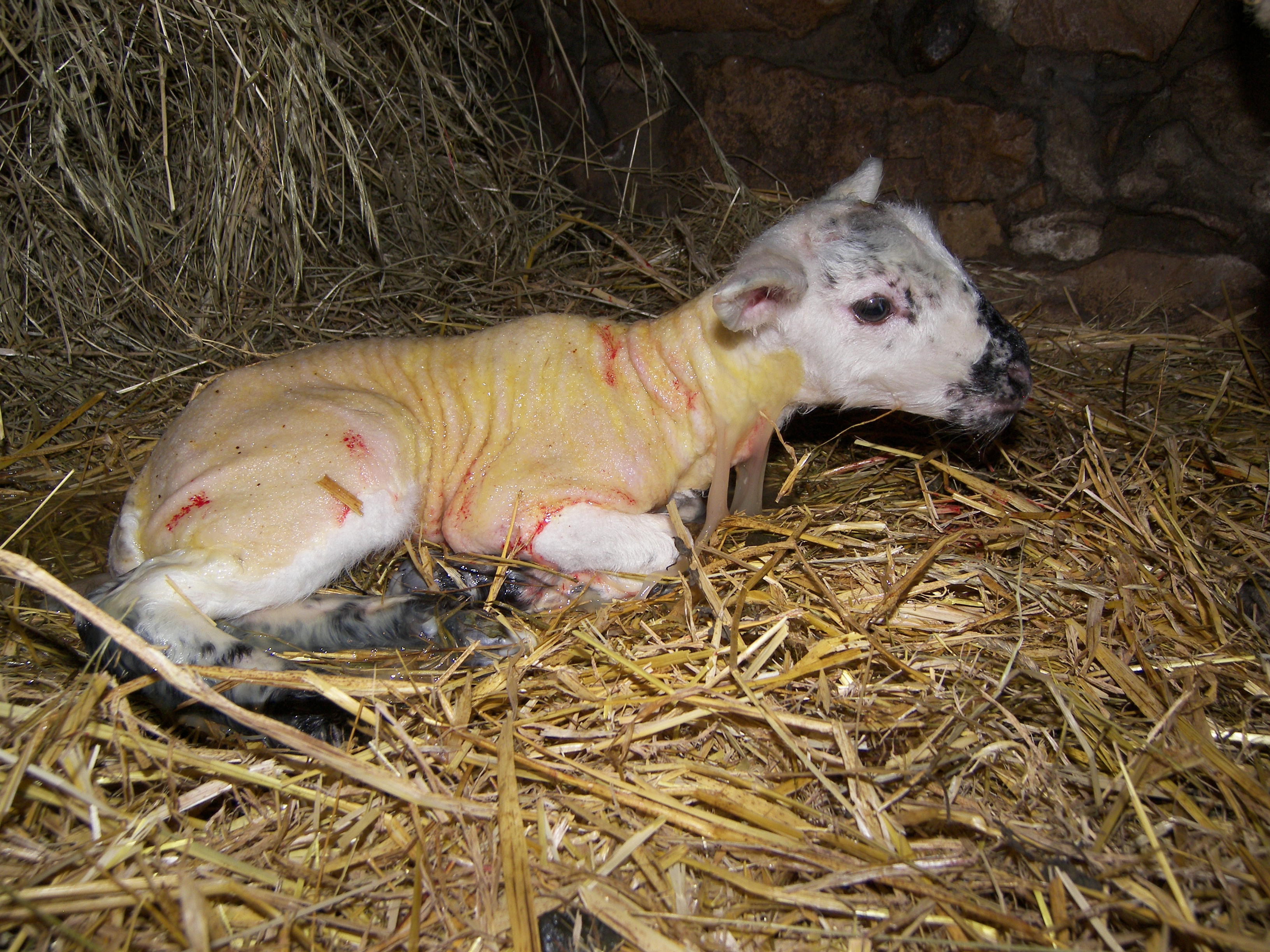
Agneau nouveau-né
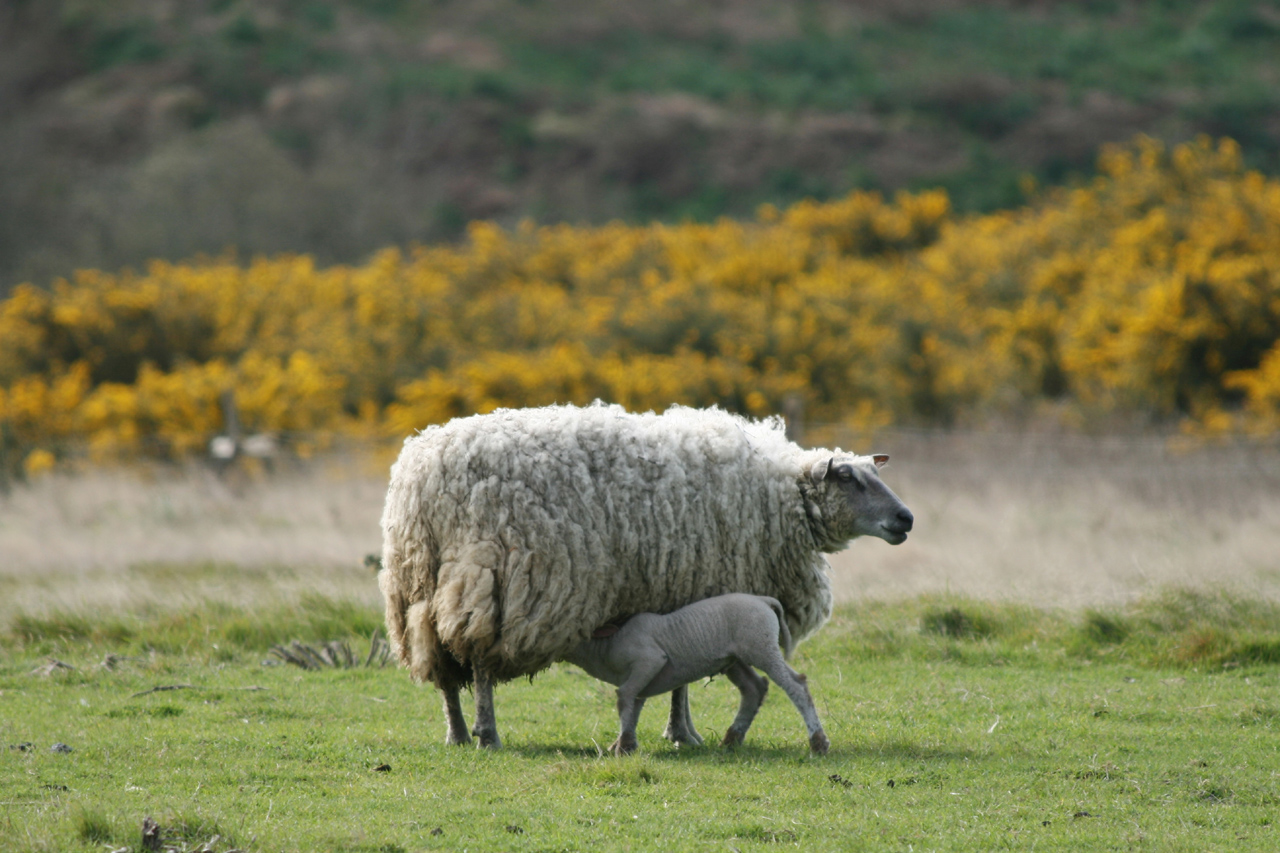
Brebis nourrissant son agneau
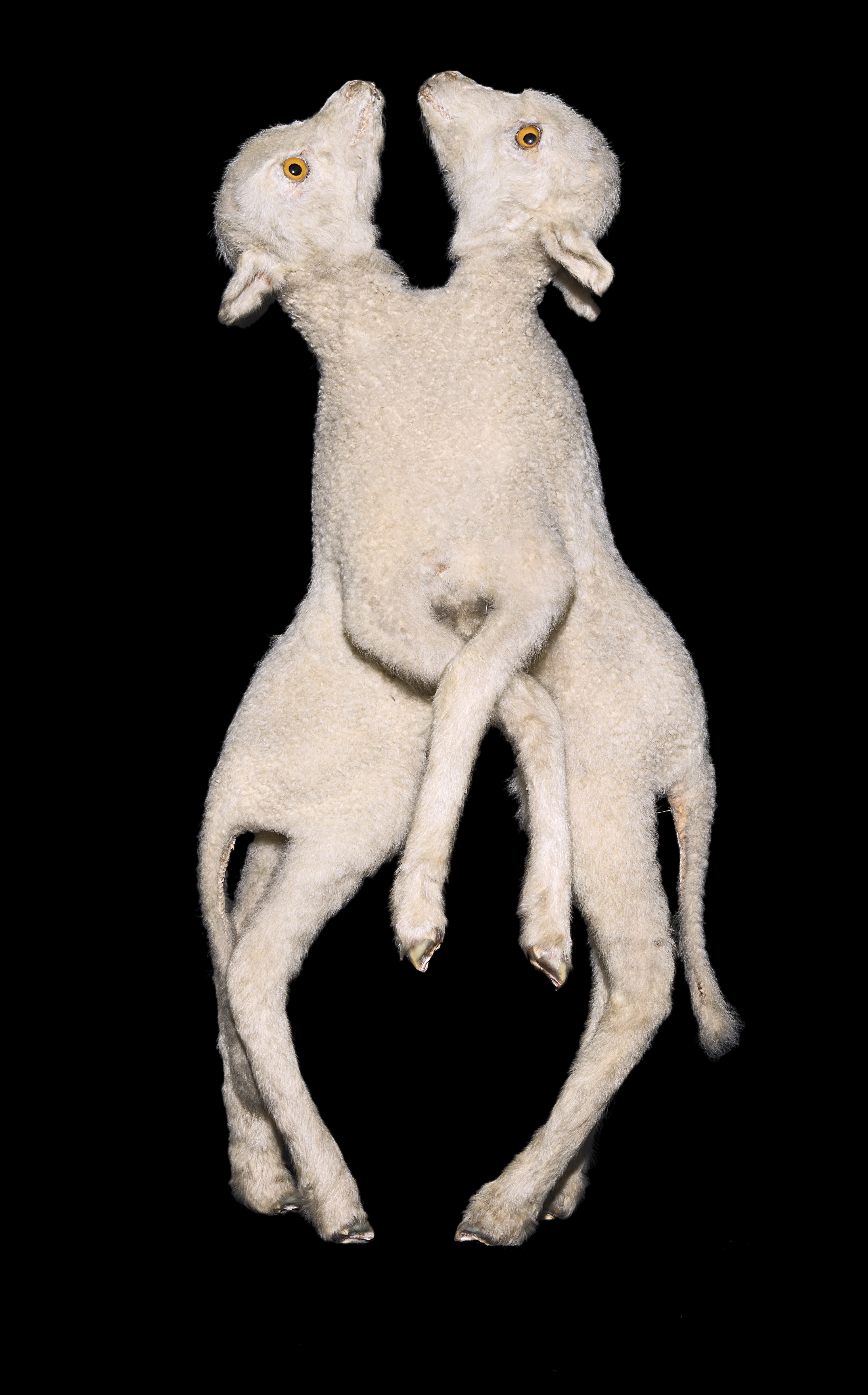
Agneaux siamois (coll. MHNT)

#### Production
En France, les principaux cheptels se situent au sud de la Loire. Bien que troisième producteur européen de viande d'agneau derrière l'Espagne et le Royaume-Uni, le pays n'est pas auto-suffisant pour sa consommation. Les principaux pays européens exportateurs en 2012 étant l'Irlande, l'Espagne et la Bulgarie.
Au niveau Européen et mondial, il faut en effet distinguer les pays producteurs des pays exportateurs. Ainsi, au niveau mondial, si les principaux producteurs sont, dans l'ordre : la Chine, l'Australie, la Nouvelle-Zélande et le Royaume-Uni ; les principaux exportateurs sont l'Uruguay, la Nouvelle-Zélande, l'Irlande et l'Australie.

### Pelleterie et fourrure
Autrefois surtout utilisé en tant que parchemin (usage très répandu au Moyen Âge), la peau de l'agneau sert encore aujourd'hui à la fabrication et à la conception de nombreux produits et articles de mode :
- la peau de tambour ;
- le cuir, très fin, servant notamment dans la ganterie ;
- l'astrakan, une fourrure bouclée de jeune agneau mort-né karakul qui transitait à l'origine par la ville d'Astrakhan en Russie. Des défenseurs des droits des animaux affirment que la demande de ce produit conduit aujourd'hui les éleveurs à tuer les mères et les agneaux avant la naissance[9].

### Poil d'agneau
Le feutre des chapeliers est fait notamment avec du poil d'agneau, encore appelée laine agneline.

## Agneau dans la culture

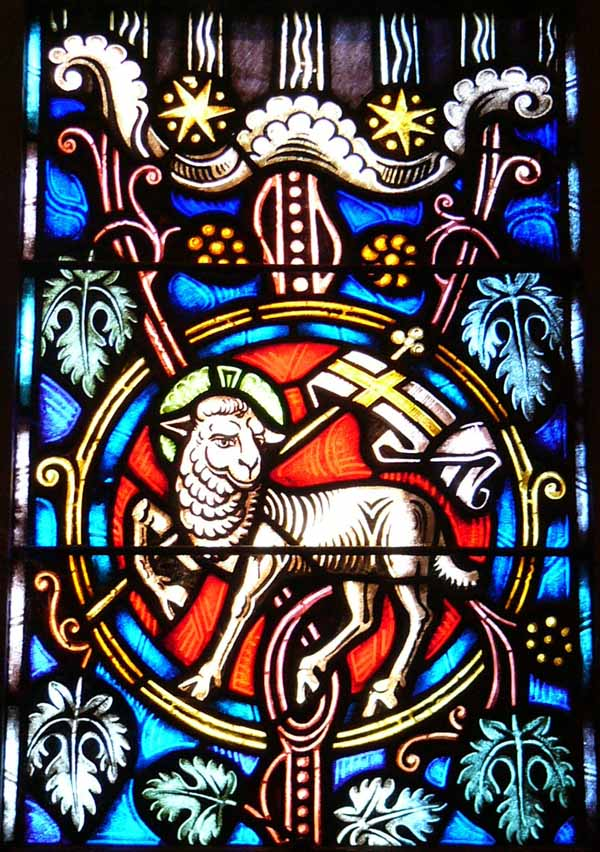
LAgnus Dei, portant le drapeau à la croix.

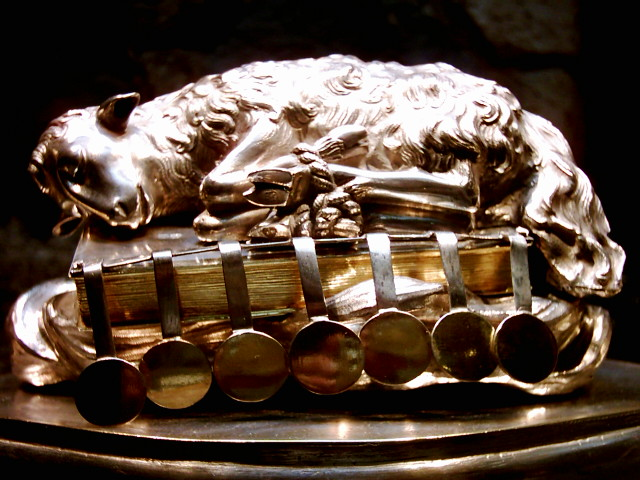
L’agneau de Dieu sur une Bible du XVIIIe siècle

L'agneau est représenté dans de nombreuses et anciennes cultures comme un symbole quasi universel de douceur, d'innocence et de pureté.

### Religions
L'agneau est souvent l'objet de sacrifices aux dieux.

#### Antiquité
Des agneaux noirs étaient sacrifiés aux divinités grecques des vents pour s'assurer une bonne navigation.

#### Judaïsme
L'agneau, qualifié d'« animal pur » (cacher), peut être mangé dans la religion juive. On retrouve dans l'Ancien Testament des références à des holocaustes qui étaient faits dans leurs temples par les Juifs avec des agneaux sans taches lors des grandes fêtes comme Pessa'h.

#### Christianisme
Issu du judaïsme, l'iconographie chrétienne renvoie l'agneau, animal sans défense, à l'image de l'Homme dont le prophète est le berger[Quoi ?]. Jésus, « Vrai Dieu et Vrai homme » a donné « sa vie pour ses brebis ». Il est le « bon berger » par excellence. Par sa Crucifixion, il est aussi l'agneau sacrifié par excellence. Voilà pourquoi il est surnommé l'Agneau de Dieu. En effet, n'étant pas pécheur, il est plus fort que la mort et son sacrifice « enlève le péché du monde ». L'Eucharistie, sacrifice non sanglant institué par Jésus, étant Jésus lui-même, rappelle son sacrifice ainsi que l'agneau consommé par les juifs avant de quitter l'Égypte. Elle est parfois appelée « l'Agneau si doux, le vrai pain des anges ».[réf. nécessaire]
Dans les représentations d'Adam et Ève après la Chute, la présence d'un agneau rappelle que le péché originel a été racheté par Jésus-Christ, l'Agneau de Dieu. Les illustrations du sacrifice d'Abel le montrent parfois portant un agneau sur ses épaules. Des agneaux figurent dans les représentations de l'Annonce faite aux bergers ou de la Nativité. C'est également l'attribut de Jean-Baptiste et de sainte Agnès.
C'est ainsi que l'on retrouve régulièrement l'agneau dans les bestiaires médiévaux, ainsi que dans les chants religieux (l'Agnus Dei).
La tradition chrétienne l'associe également à la fête de Pâques, au cours de laquelle est traditionnellement servi à table l'agneau pascal.
Au XIIIe siècle, saint Louis en fait une monnaie d’or (métal pur par excellence), l'agnel (« agnel d'or » ou « mouton d’or »).

#### Islam
Dans l'islam, l'agneau est traditionnellement sacrifié lors des fêtes de l'Aïd, en commémoration du sacrifice d'Abraham (Aïd al-Adha), ou pour fêter la fin du mois de jeûne, le Ramadan (Aïd el-Fitr). Il est en revanche prohibé de tuer un animal qui tète encore sa mère. L'agneau au sens strict de jeune mouton non sevré ne peut donc pas être consommé par les musulmans.[réf. nécessaire]

### Héraldique
On retrouve trace de l'agneau en héraldique dans le blason de plusieurs villes (Grasse, Carcassonne, Rouen, Lannion…). Il est aussi l'emblème des corporations de drapiers.

### Littérature et cinéma
Dans les contes et la littérature, l'agneau garde souvent une valeur de victime innocente : victime du loup dans les fables d'Ésope (dit Isopet au Moyen Âge), que Jean de La Fontaine reprendra dans le Loup et l'Agneau ; Thibault Agnelet, le berger de maître Guillaume dans la Farce de Maître Pathelin, est tout naturellement le naïf de la farce, mais un faux naïf qui réussira à tromper son patron le drapier, son avocat Pathelin, et un juge. Une légende savoyarde autour du pic de la Dent du Chat montre un agneau servant d'appât pour traquer un chat sauvage qui terrorise les voyageurs.
Le titre du roman américain le Silence des agneaux, dont est tiré le film du même nom réalisé par Jonathan Demme (1991), évoque l'impuissance des victimes d'un tueur en série.
Dans la culture enfantine, l'agneau fait partie des personnages inoffensifs mais vulnérables, ainsi Toudoux (Gentle Heart Lamb, en anglais), cousin des Bisounours.

### Expressions proverbiales
- Doux comme un agneau

## Étymologies

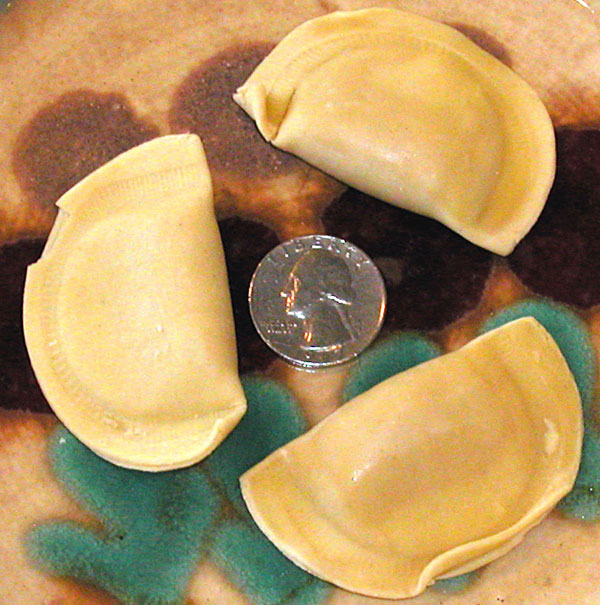
Agnolotti.

- Les oreilles d’agnelet (Agnolotti en italien), sont des pâtes farcies en forme de petites poches semi-circulaires.
- La langue d’agneau, est un des noms vulgaires du plantain intermédiaire.
- Le lac de l’Agnelin est situé à 2 327 m. dans la chaîne de Belledonne, un massif des Alpes françaises.